# Radox
Radox este o companie producătoare de radiatoare din România.
Radox produce și importa mai multe branduri de radiatoare de oțel și inox, fiind cel mai mare jucător local din aceasta piață din România.
Exporturile companiei în țări precum Italia, Marea Britanie, Germania sau Belgia reprezintă 70% din totalul producției de radiatoare, care a ajuns la 180.000 de unități.
Fabrica Radox din București produce radiatoare și sisteme de ventilație și climatizare, în timp ce unitatea din Câmpulung Muscel este dedicată numai producției de radiatoare.